# Transaero Airlines
Transaero Airlines (russisch Трансаэро) war eine russische Fluggesellschaft mit Sitz in Sankt Petersburg und Basis auf dem Flughafen Moskau-Domodedowo. Sie war nach Aeroflot die zweitgrößte russische Fluggesellschaft, jedoch stark verschuldet, weshalb die Aeroflot am 7. September 2015 die operative Kontrolle übernahm. Der Flugbetrieb wurde am 26. Oktober 2015 eingestellt.

## Geschichte
Transaero Airlines wurde im November 1991 als erste rein private russische Fluggesellschaft gegründet. Als erste Strecke wurde Moskau – Tel Aviv mit einer geliehenen Maschine bedient. Ab 1992 wurde eine eigene Flotte aufgebaut, wobei die Gesellschaft im Gegensatz zu anderen russischen Anbietern bereits früh auf westliche Flugzeuge von Boeing setzte. Es  flogen auch russische Flugzeuge der Tupolew-Tu-204/214-Familie bei Transaero.
1995 flog sie als erste ausländische Fluggesellschaft die kasachische Stadt Aqmola (Astana) an. Seit 1996 führte Transaero auch interkontinentale Langstreckenflüge durch.
Zur Generaldirektorin wurde im Jahre 2001 Olga Pleschakowa ernannt, als erste Frau in der Geschichte Russlands, die einer Fluggesellschaft vorsteht. 2006 ging die Gesellschaft mit einer Kapitalisierung von 2,5 Milliarden Rubel an die Moskauer Börse.
Im Herbst 2011 unterzeichnete Transaero eine Absichtserklärung zum Kauf von je vier Airbus A380-800 und Boeing 747-8I; die A380 wurden im Januar 2012 fest bestellt.
Transaero hat nach eigenen Angaben seit 1991 knapp 150 Flughäfen in 56 Ländern angeflogen. Werbung betrieb die Gesellschaft vor allem mit ihrer zum Großteil aus westlichen Flugzeugtypen bestehenden Flotte und ihrem Bordservice. Sie war beispielsweise auch die erste russische Fluggesellschaft mit einem Vielfliegerprogramm und eigenen Flughafenlounges.
Ende 2014 stand Transaero mit Schulden in der Höhe von 4,5 Milliarden Rubel kurz vor der Insolvenz.
Im Sommer 2015 sollten zwei Airbus A380-800 den Flugbetrieb nach New York und Wladiwostok aufnehmen.
Am 3. September 2015 prüfte die Geschäftsleitung der staatlichen russischen Airline Aeroflot, 75 % der Anteile plus eine Aktie der Transaero für den symbolischen Preis von einem Rubel zu übernehmen. Dieses Vorgehen war am 1. September 2015 im Kreml mit Vize-Premierminister Igor Schuwalow besprochen worden. Damit sollte erreicht werden, dass der Flugbetrieb der Gesellschaft nicht eingestellt würde, die mittlerweile mit 67,6 Milliarden Rubel verschuldet war. Die Aeroflot übernahm am 7. September 2015 die operative Kontrolle.
Am 1. Oktober 2015 lehnte der Vorstand der Aeroflot das Angebot der Aktienübernahme ab. Am 2. Oktober bezeichnete der Minister für wirtschaftliche Entwicklung der Russischen Föderation, Alexei Uljukajew, den Konkurs bei rund 3,4 Milliarden Euro Schulden als einzige mögliche Lösung.
Am 2. Oktober 2015 kündigten Transaero und Aeroflot die Einstellung des Flugbetriebs zum 15. Dezember 2015 an, für Buchungen späterer Flüge wurde die Erstattung zugesichert. Gleichzeitig wurden die Buchungen für Transaero-Flüge eingestellt.
Ab 6. Oktober 2015 wurden die internationalen Flüge zum Großteil nicht mehr durchgeführt, gleichzeitig wurde ein erheblicher Teil der nationalen Flüge eingestellt. In den nachfolgenden Tagen wurden zahlreiche weitere nationale Flüge gestrichen. Die Ersatzbeförderung erfolgte durch Aeroflot oder im Einzelfall durch andere Fluggesellschaften.
Die Flüge nach Tel Aviv und Ho-Chi-Minh-Stadt sowie Charterflüge für das Reisebüro biblio-globus.ru wurden vorerst durch Transaero weitergeführt, letztere sollten ab 25. Oktober 2015 von der Aeroflot-Tochtergesellschaft Orenair durchgeführt werden.
Am 13. Oktober 2015 kündigte Aeroflot an, 6000 und somit mehr als die Hälfte der Mitarbeiter von Transaero übernehmen zu wollen.
Die Sibirische Fluglinie S7 Airlines hatte vorgehabt, 51 Prozent der Aktien zu kaufen, dieses Geschäft kam aber nicht zustande.
Am 21. Oktober wurde bekannt, dass Transaero ihre Fluglizenz zum 26. Oktober 2015 verliert, also den Flugbetrieb einstellen musste.
Im Dezember 2015 verfügte ein Schiedsgericht die Insolvenz von Transaero. Gläubigerbanken und Leasinggesellschaften machten Forderungen über 250 Milliarden Rubel gegenüber Transaero geltend.

## Flugziele
Transaero unterhielt etwa 30 Linienflugverbindungen, bevorzugt innerhalb der Russischen Föderation und der Gemeinschaft Unabhängiger Staaten. Mittel- und Langstreckenflüge führten beispielsweise nach Berlin, Frankfurt, London, Lyon, Montréal, München, Tel Aviv und Wien.
Ferner wurden auch Charterflüge mit Fokus auf internationale Urlaubsziele durchgeführt, beispielsweise regelmäßig nach Bangkok, Dubai, Antalya, in die Dominikanische Republik und nach Singapur. In der Wintersaison flog Transaero beispielsweise auch Friedrichshafen, Salzburg und Innsbruck an, um Skitouristen in die Alpen zu bringen. Hierfür wurden teilweise auch Großraumflugzeuge eingesetzt.

### Codesharing
Transaero unterhielt mit mehreren Gesellschaften Codeshare-Abkommen, diese waren Air Baltic, Austrian Airlines, Belavia, Virgin Atlantic und Singapore Airlines. Mit zahlreichen weiteren Gesellschaften bestanden Interline-Abkommen, darunter seit November 2008 auch mit Lufthansa.

## Flotte

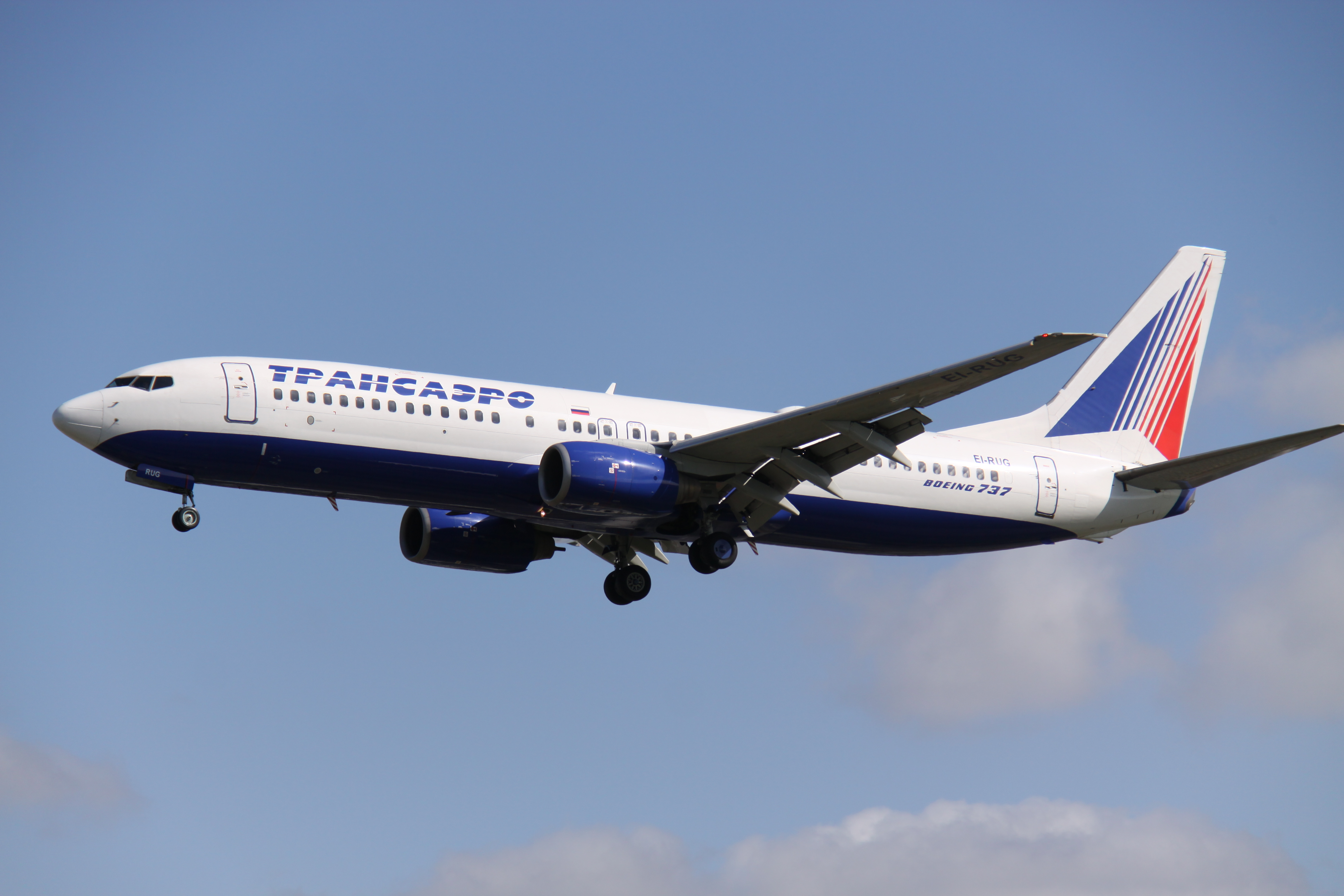
Boeing 737-800 der Transaero

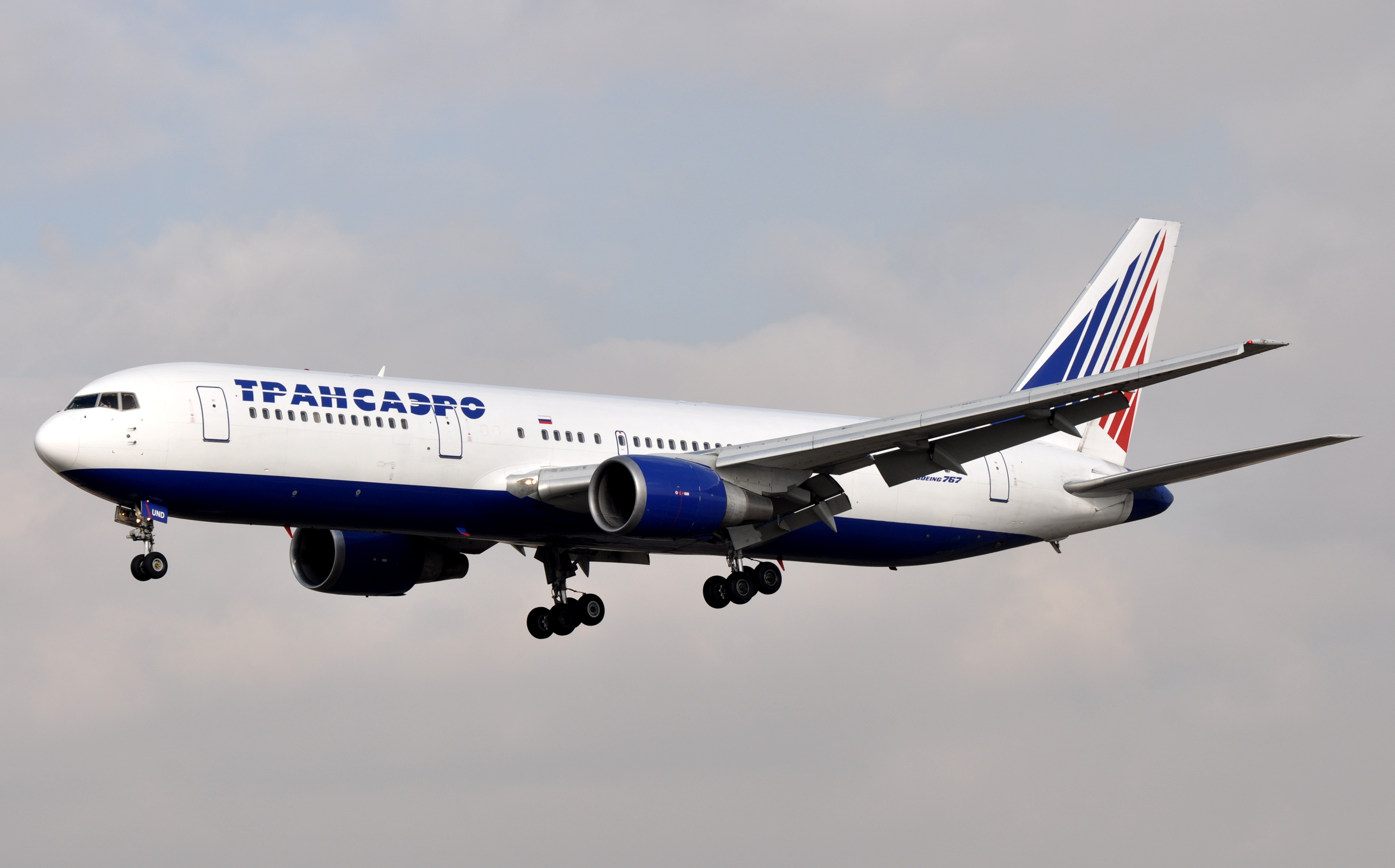
Boeing 767-300ER der Transaero

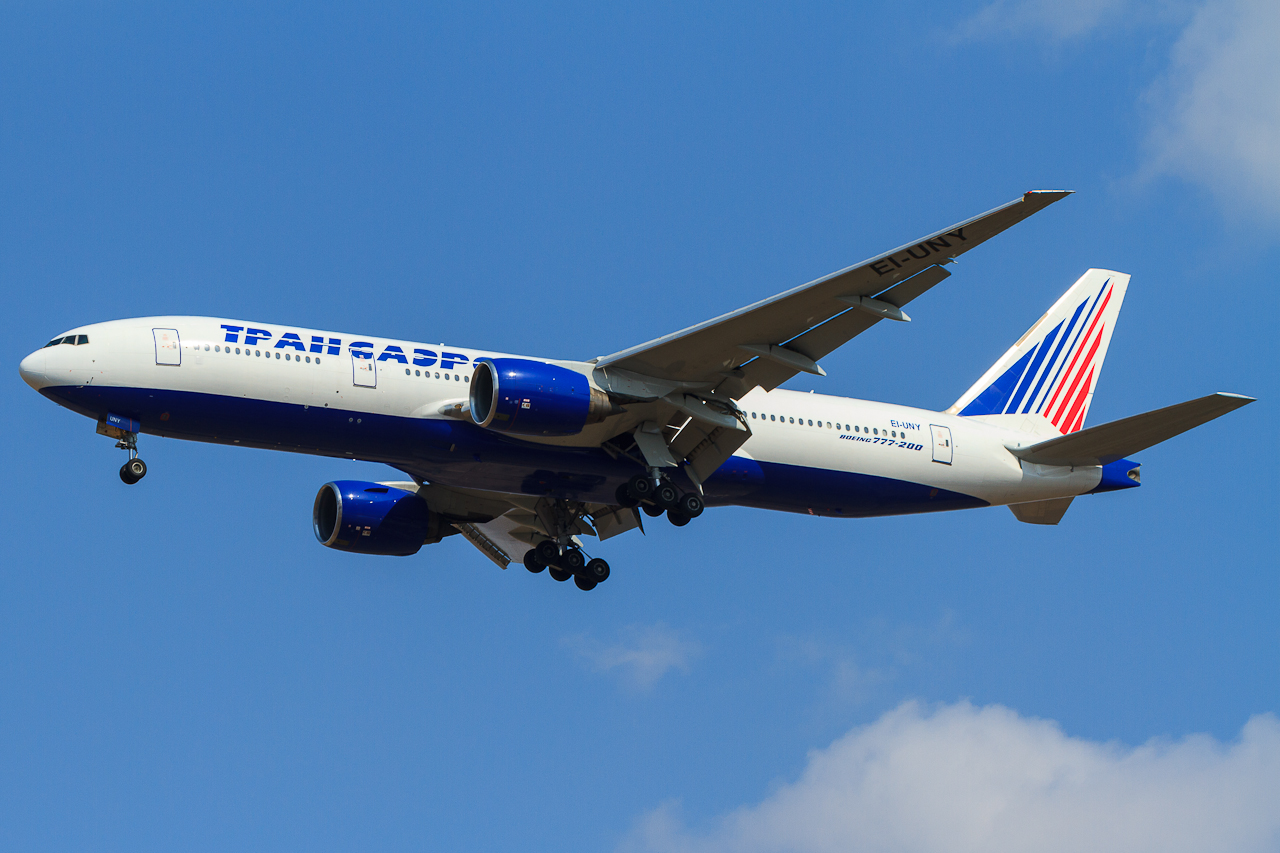
Boeing 777-200ER der Transaero

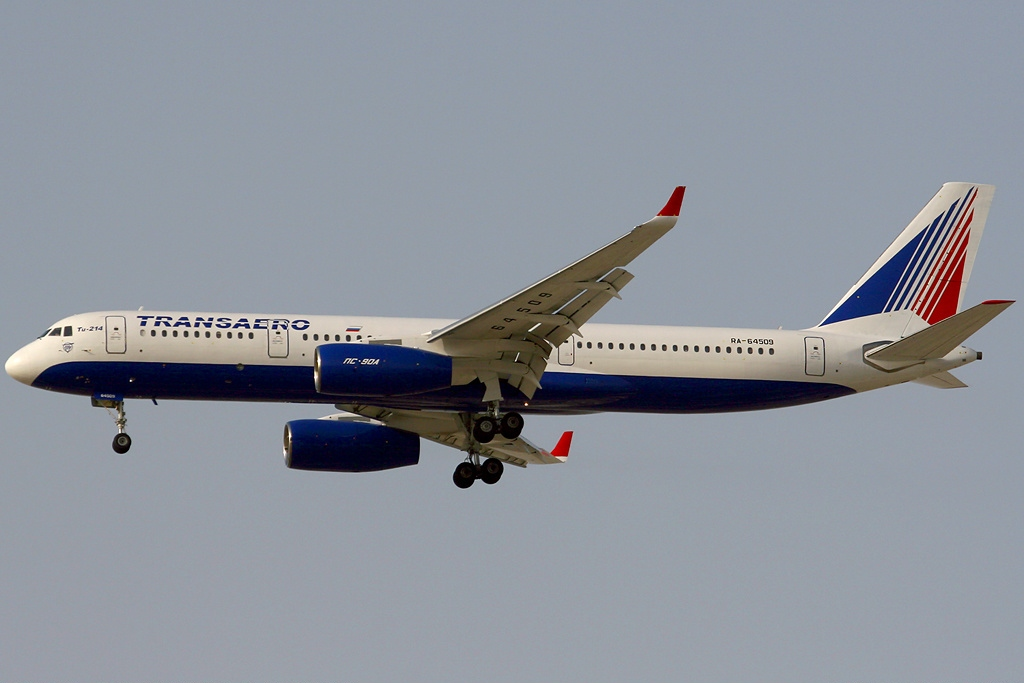
Tupolew Tu-214 der Transaero

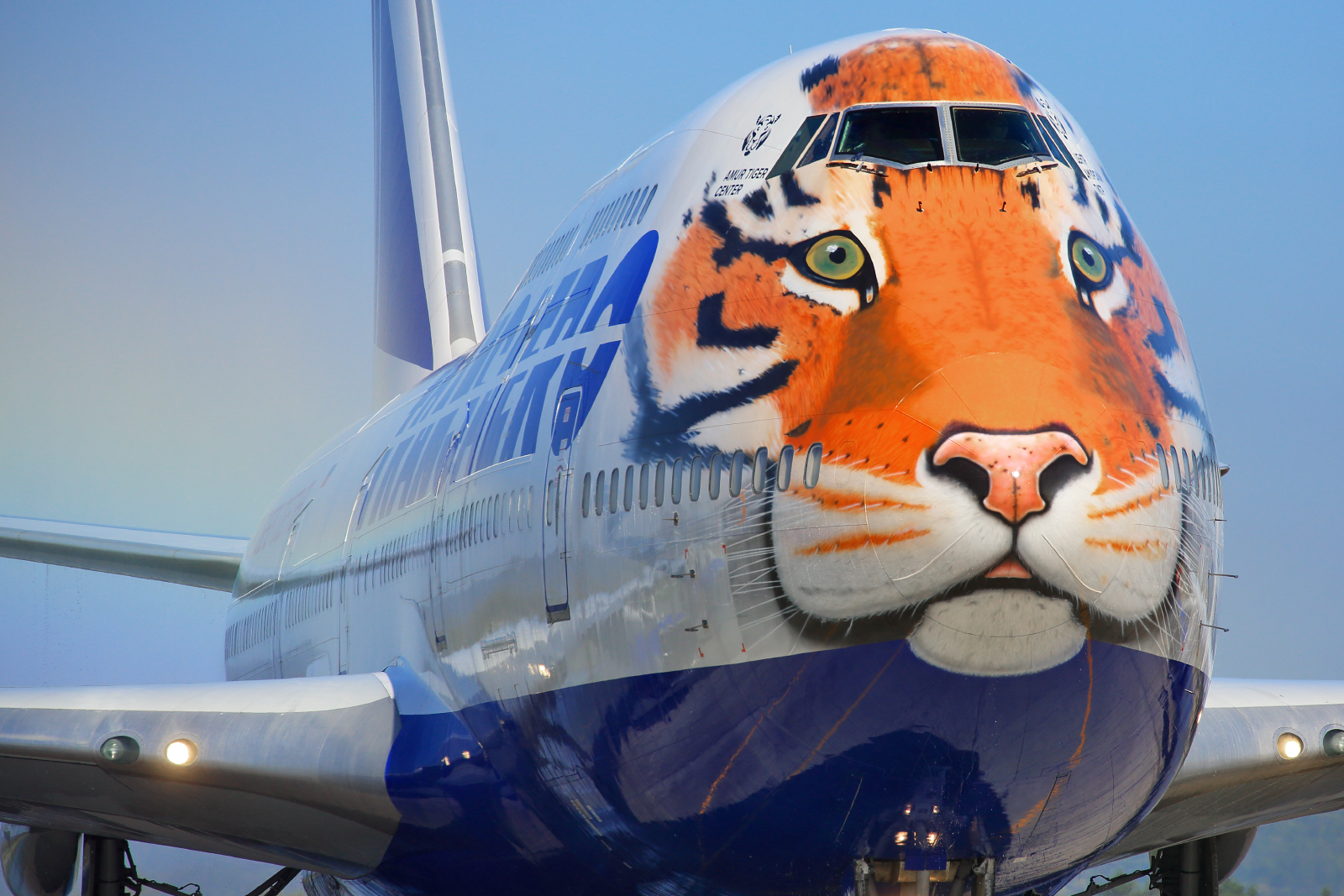
Boeing 747 „EI-XLN“ der Transaero

Mit Stand August 2015 bestand die Flotte der Transaero Airlines aus 60 Flugzeugen:
| Flugzeugtyp         | Anzahl | bestellt | Anmerkungen | Sitzplätze (First/Business/Eco+/Eco)                                                                                    |
| ------------------- | ------ | -------- | --- | --- |
| Airbus A320neo      |        | 08       | | - offen - |
| Airbus A330-300     |        | 08       | | - offen - |
| Airbus A330-900neo  |        | 12       | | - offen - |
| Airbus A380-800     |        | 04       | Auslieferung war geplant 2015 – wird verhandelt | 652 (12/24/-/616) |
| Boeing 737-300      | 002    |          | 1 inaktiv | 122 (-/8/42/72) |
| Boeing 737-400      | 004    |          | | 140 (-/8/60/72) |
| Boeing 737-500      | 010    |          | 3 mit Winglets ausgestattet | 101 (-/8/42/51) 102 (-/8/46/48) 112 (-/4/-/108)                                                                         |
| Boeing 737-500      | 001    |          | Geschäftsreiseflugzeug der Transaero Imperial | 56 (18/8/-/30) |
| Boeing 737-800      | 012    | 08       | 8 mit Winglets ausgestattet; Auslieferung vsl. ab 2015 | 154 (-/16/-/138) 158 (-/8/54/96)                                                                                        |
| Boeing 747-400      | 09     |          | | 347 (10/49/-/288) 375 (12/50/-/313) 447 (12/26/-/409) 461 (10/12/-/439) 522 (-/12/-/510)                                |
| Boeing 747-8I       |        | 04       | Sollten ab 2015 ausgeliefert werden, zwei fertiggestellte Einheiten wurden von der US Air Force gekauft und sollen die alten VC-25 als Air Force One ablösen. | - offen - |
| Boeing 767-200ER    | 002    |          | | 231 (-/16/-/215) |
| Boeing 767-300ER    | 08     |          | | 126 (6/12/-/108) 216 (-/26/98/92) 234 (-/12/133/89) 235 (-/12/117/106) 241 (-/6/-/235) 241 (-/24/-/217) 251 (-/6/-/245) |
| Boeing 777-200ER    | 006    |          | 1 inaktiv | 306 (12/14/167/113) 323 (-/30/176/117)                                                                                  |
| Boeing 777-300      | 004    |          | | 373 (4/14/133/222) |
| Boeing 787-8        |        | 04       | | - offen - |
| Suchoi Superjet 100 |        | 06       | ursprüngliche Auslieferung ab 2015 wurde auf unbestimmte Zeit verschoben                                                                                      | - offen - |
| Tupolew Tu-214      | 003    |          | | 182 (-/-/8/174) |
| Gesamt              | 60     | 54       | | |